# Rafael Arcadio Bernal Supelano
Rafael Arcadio Bernal Supelano CSSR (ur. 28 listopada 1934 w Zipaquirá, zm. 11 stycznia 2019 w Bucaramanga) – kolumbijski duchowny rzymskokatolicki, w latach 2003–2004 biskup Líbano-Honda, redemptorysta. 

## Życiorys
Święcenia kapłańskie przyjął 11 stycznia 1959. Doktoryzował się z filozofii na Papieskim Uniwersytecie Gregoriańskim. Był m.in. rektorem zakonnego seminarium, a także przełożonym kolumbijskiej prowincji zgromadzenia.
27 lutego 1978 został prekonizowany wikariuszem apostolskim Sibundoy ze stolicą tytularną Amudarsa. Sakrę biskupią otrzymał 15 kwietnia 1978. 29 marca 1990 został mianowany biskupem Arauca, a 10 stycznia 2003 biskupem Líbano-Honda. 28 lutego 2004 zrezygnował z urzędu.
Zmarł 11 stycznia 2019 w Bucaramanga.